# Akuriyós
Els akuriyós són un poble indígena, que viu al Surinam. Es tracta de caçadors-recol·lectors, amb els es va contactar per primera vegada el 1938 quan va provocar un grup d'enquestes dirigit per Willem Ahlbrinck. Ahlbrinck estava en una missió per trobar la tribu Ojarikoelé, també coneguda com a Wajarikoele, però no els va poder trobar. Una mica més de trenta anys més tard, el 1969, van ser redescoberts per Ivan Schoen, un missioner protestant. Eren nòmades i tenien predilecció per la recol·lecció de mel i les eines de pedra que tenien normalment s'utilitzaven per aquesta tasca. El 1975, els missioners estatunidencs van convèncer la tribu de viure a Pelelu Tepu.

## Nom
Els akuriyó també són anomenats Akoerio, Akuliyo, Akuri, Akurijo, Akuriyo, Oyaricoulet, Triometesem, Triometesen, Wama, o Wayaricuri.

## Població
Es va estimar que la població era de 50 el 2000. Va caure a 40 el 2012.

## Idioma
El grup va utilitzar l'akuriyó, també conegut com akurio, fins a finals del segle xx, quan van començar a utilitzar el tiriyó. Schoen havia deixat diversos guies indis tiriyó amb els akurio després de la seva primera trobada. Es creu que l’últim parlant nadiu va morir a la primera dècada de la dècada de 2000, moment en què només es calculava que 10 persones tenien l’akuriyó com a segona llengua. El 2012, només quedaven dos semoparlants. Al desembre del 2018, Sepi Akuriyó, un dels darrers parlants d'akuriyó que resten, va desaparèixer quan un avió petit que transportava vuit persones va desaparèixer durant un vol sobre la Selva amazònica. Es va desconvocar una operació de cerca i rescat al cap de dues setmanes.